# فرمالدهید بین ستاره‌ای
فرمالدهید بین ستاره‌ای یک مفهوم مرتبط با اخترشیمی است. اولین گزارش در مورد کشف فرمالدهید در فضای بین ستاره‌ای توسط اسنایدر و همکاران در سال ۱۹۶۹ مطرح شد. گزارش‌های بعدی در سال ۲۰۱۴ وجود فرمالدهید در فضای بین ستاره‌ای را تایید کردند.